# Acontias tristis
Acontias tristis là một loài thằn lằn trong họ Scincidae. Loài này được Werner mô tả khoa học đầu tiên năm 1911.